# Christian Zeller
Julius Christian Johannes Zeller (Mühlhausen am Neckar, 24 de junho de 1822 — Cannstatt, 31 de maio de 1899) foi um matemático alemão.
Originalmente treinado em matemática, geografia e teologia, em 1874 Zeller tornou-se diretor do seminário em Markgröningen e de um orfanato de meninas. Em 1882 tornou-se membro da Société Mathématique de France No ano seguinte, em 16 de março de 1883, fez uma breve apresentação de sua relação de congruência (congruência de Zeller), que foi publicada no periódico da sociedade.
Aposentou-se em 1898, e morreu no verão seguinte.

## Obras
On calendrical calculations:
cada um dos quatro artigos similares lidam primeiramente com o dia da semana e depois com a data da páscoa, para os calendários juliano e gregoriano.
- Die Grundaufgaben der Kalenderrechnung auf neue und vereinfachte Weise gelöst, Zeller, Chr., Württembergische Vierteljahrshefte für Landesgeschichte, Jahrgang V 1882.
- Problema duplex Calendarii fundamentale par M. Ch. Zeller, Bulletin de la Société Mathématique de France, vol.11, Séance du 16 mars 1883
- Kalender-Formeln von Rektor Chr. Zeller, Mathematisch-naturwissenschaftliche Mitteilungen des mathematisch-naturwissenschaftlichen Vereins in Württemberg, Ser. 1, 1 1885
- Kalender-Formeln von Chr. Zeller, Acta Mathematica, Vol. 9 1886-87, Nov 1886

Também introduziu uma tabela de referência, Das Ganze der Kalender-Rechnung 
Sobre teoria dos números:
- Ein neuer Beweis des Reziprozitäts-Theorems, Berlin 1872
- De numeris Bernoulli eorumque compositione ex numeris integris et reciprocis primis, Paris 1881
- Zu Eulers Rekursionsformel für die Divisorensummen, Stockholm 1884